# Limenitis
Genre
Limenitis est un genre holarctique de lépidoptères (papillons) de la famille des Nymphalidae et de la sous-famille des Limenitidinae.
Ses espèces européennes sont appelées en français « Sylvains ».

## Systématique
Le genre Limenitis a été décrit par l'entomologiste danois Johan Christian Fabricius en 1807,.
Son espèce type est Papilio populi Linnaeus, 1758.

### Synonymie
Le nom Limenitis Fabricius, 1807 a plusieurs synonymes :
- Najas Hübner, [1806] (nom rejeté)
- Callianira Hübner, [1819] (praeocc.)
- Nymphalus Boitard, 1828
- Basilarchia Scudder, 1872
- Sinimia Moore, [1898]
- Ladoga Moore, [1898]
- Nymphalis Felder, 1861 (praeocc. Nymphalis Kluk, 1780)
- Nympha Krause, [1939] (praeocc.)
- Azuritis Boudinot, 1986

## Liste des espèces et répartition

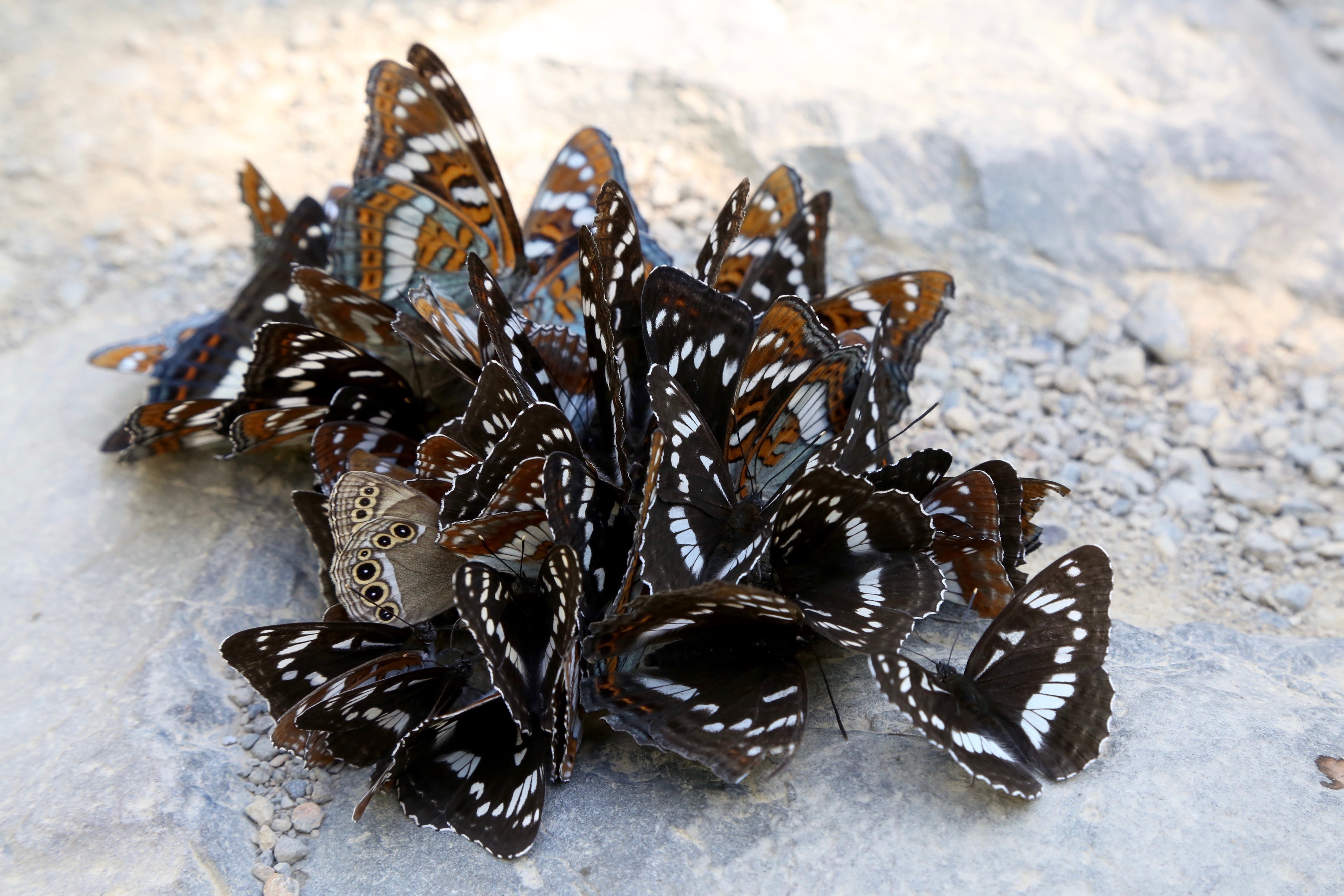
Un rassemblement de papillons incluant trois espèces de Limenitis, en Extrême-Orient russe.

Les espèces suivantes sont présentes dans l'écozone paléarctique (elles sont donc asiatiques et/ou européennes) :
- Limenitis albomaculata Leech, 1891 — Chine
- Limenitis amphyssa Ménétries, 1859 — Extrême-Orient
- Limenitis camilla (Linnaeus, 1764) — le Petit sylvain — Eurasie tempérée
- Limenitis ciocolatina Poujade, 1885 — Chine occidentale
- Limenitis cleophas Oberthür, 1893 — Chine occidentale
- Limenitis doerriesi Staudinger, 1892 — Extrême-Orient
- Limenitis dubernardi Oberthür, 1903 — Chine
- Limenitis glorifica Fruhstorfer, 1909 — Japon
- Limenitis helmanni Lederer, 1853 — Extrême-Orient
- Limenitis homeyeri Tancré, 1881 — Extrême-Orient
- Limenitis lepechini Erschoff, 1874 — Asie centrale
- Limenitis moltrechti Kardakov, 1928 — Extrême-Orient
- Limenitis populi (Linnaeus, 1758) — le Grand sylvain — Eurasie tempérée
- Limenitis reducta Staudinger, 1901 — le Sylvain azuré — Europe et Moyen-Orient
- Limenitis rileyi Tytler, 1940 — Tibet, Sud-Est asiatique
- Limenitis staudingeri Ribbe, 1889 — Indonésie
- Limenitis sydyi Kindermann, 1853 — Extrême-Orient
- Limenitis trivena Moore, 1864 — Himalaya

Les quatre espèces suivantes sont présentes dans l'écozone néarctique (elles sont donc nord-américaines) et constituent le groupe Basilarchia (considéré par certains auteurs comme un genre distinct) :
- Limenitis archippus (Cramer, [1775]) — le Vice-roi — Amérique du Nord
- Limenitis arthemis (Drury, [1773]) — l'Amiral — Amérique du Nord
- Limenitis lorquini Boisduval, 1852 — Ouest de l'Amérique du Nord
- Limenitis weidemeyerii Edwards, 1861 — Ouest de l'Amérique du Nord

Spécimens étalés des trois espèces européennes (coll. MHNT)
Limenitis populi
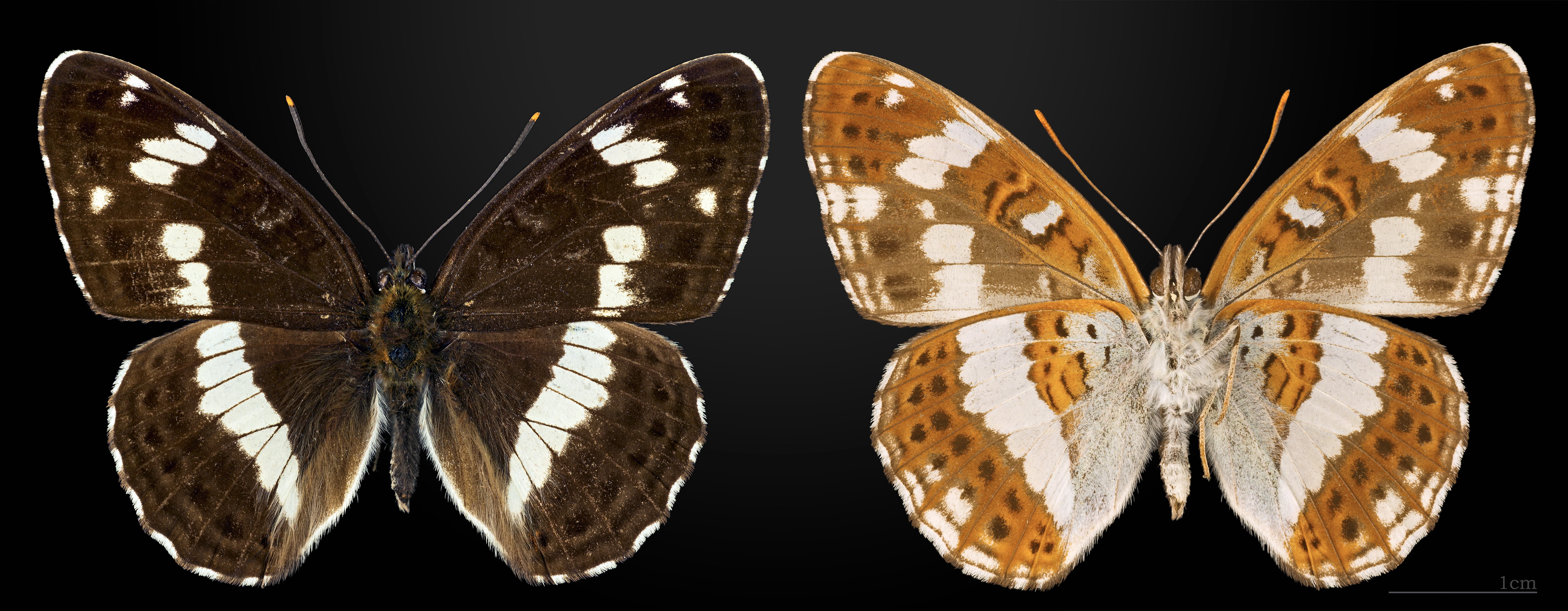
Limenitis camilla
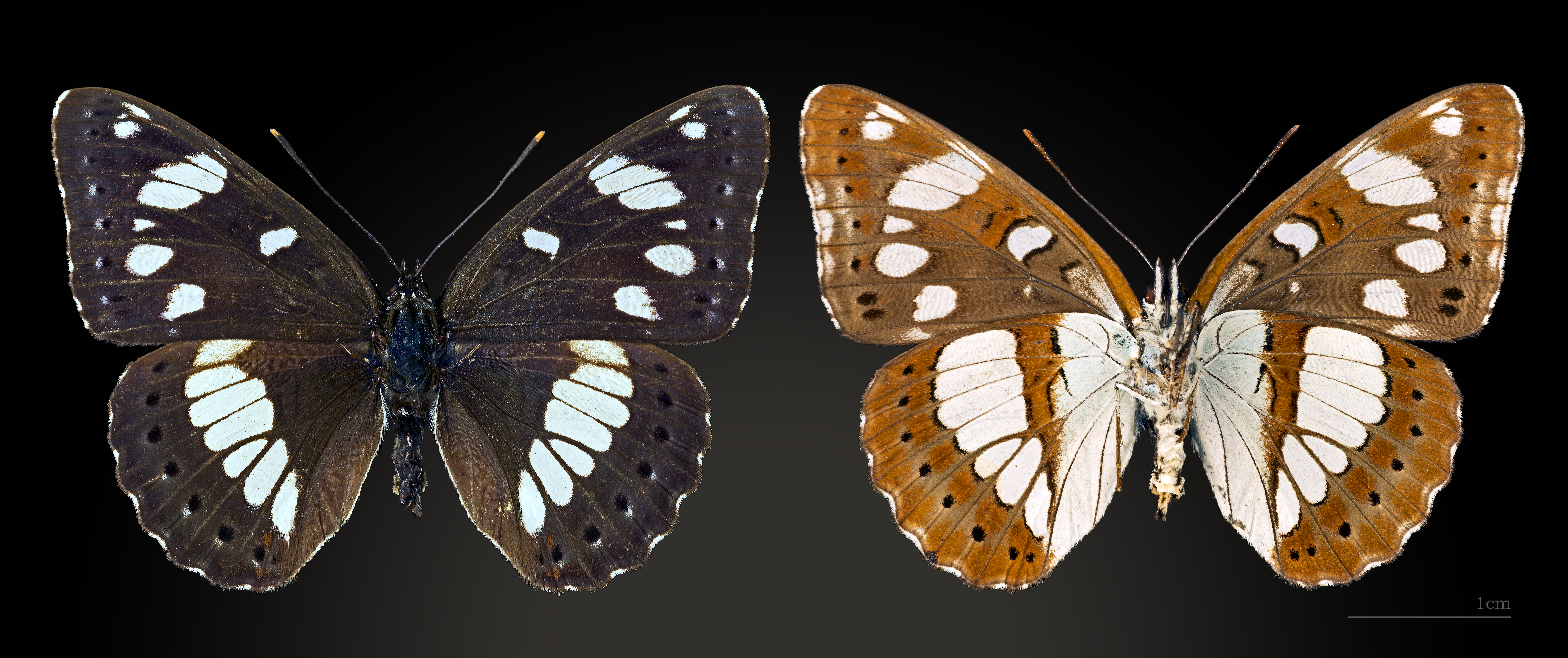
Limenitis reducta